# Rio di Quintavalle

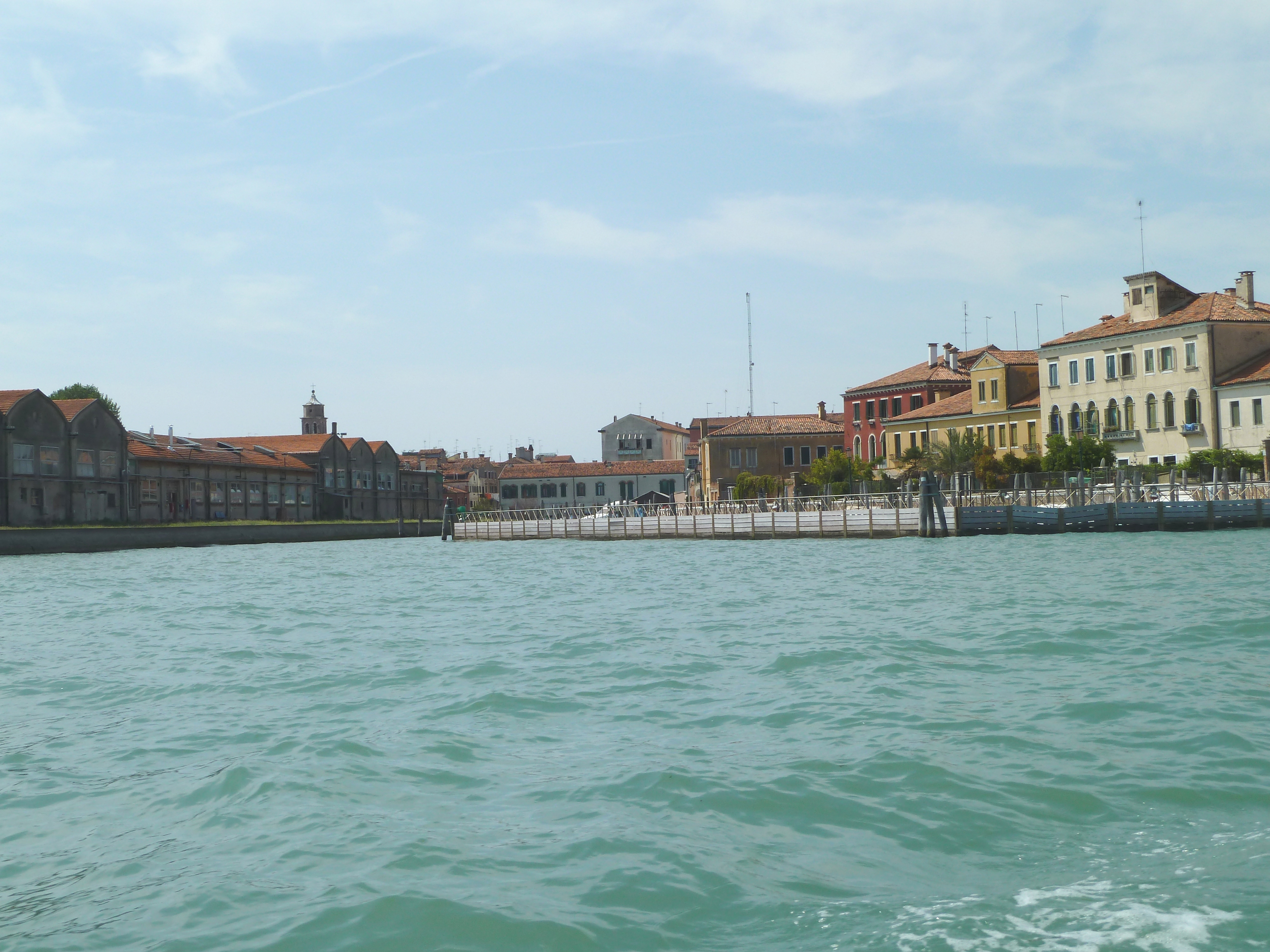
Le rio di Quintavlle et le fondamenta Olivolo

Le rio di Quintavalle (en vénitien de Quintavale) est un canal de Venise dans le sestiere de Castello.

## Description
Le rio di Quintavalle a une longueur de 196 mètres. Il relie le confluent du rio dei Giardini avec le canal de San Piero vers l'est à la lagune à l'est de Venise.

## Origine
Ce nom provient de la famille patricienne de Venise Quintavalle.

## Situation
Ce rio longe la partie nord de l'île de Sant'Elena et le sud-est de l'île de San Pietro.

## Ponts
Ce rio n'est traversé par aucun pont.